# Pilar Franco
María del Pilar Franco Bahamonde (Ferrol, La Coruña, 27 de febrero de 1895 - Madrid, 6 de enero de 1989) es conocida por ser la hermana de Nicolás, Ramón y Francisco Franco.

## Biografía
Hija de Nicolás Franco Salgado-Araújo y María del Pilar Bahamonde y Pardo de Andrade, fue la tercera de cinco hermanos. Contrajo matrimonio en 1914, cuando tenía 19 años, con el militar Alfonso Jaraíz Pérez-Fariña (1886 - 1941), con el que tuvo diez hijos, y quedó viuda cuando el menor de los niños tenía diez meses.
En la década de los 70, fue gran amiga de la expresidenta argentina Isabel Perón, a tal punto que cuando esta última fue apresada por la dictadura que la derrocó, realizó varios reclamos en distintos organismos internacionales para que la viuda de Perón recuperase la libertad.
En 1980 publicó el libro Nosotros, los Franco, en el que narra detalles de la vida de su familia.
Murió el 6 de enero de 1989 a los 93 años de edad.

## Descendencia
- María del Pilar Jaraiz Franco (1916-1996). Casada con Antonio Lago García.
- Francisco Jaraíz Franco (1917-2016). Casado en Tenerife el 10 de septiembre de 1943 con Isabel García-Pallasar Zerolo, condesa de Pallasar (1922-2011). Con descendencia.
  - Isabel Jaraíz García-Pallasar, condesa de Pallasar
  - Victoria Jaraíz García-Pallasar
- Alfonso Jaraíz Franco (1919-2011). Casado con Amalia Pérez Barbeito.
- Jacinto Jaraíz Franco (1922-?). Casado con María Victoria Millán González.
- María de la Concepción Jaraíz Franco. Casada con José García de Quesada Gregorio.
- María del Carmen Jaraíz Franco. Casada con Antonio Ballesteros Mateos.
- María de las Mercedes Jaraíz Franco. Casada con Andrés Moret Agustí. Con descendencia.
  - María Teresa Moret Jaraíz
- Emilio Jaraíz Franco. Casado con María de la Concepción Puig Eyre.
- Jesús Jaraíz Franco. Casado con María Teresa Prado Domenech y casado con María de la Concepción González de la Fuente.
- Nicolás Jaraíz Franco. Casado con María de la Concepción Taboada Fernández.